# 岡崎真一
岡崎 真一（眞一、おかざき しんいち、1907年（明治40年）5月4日 - 1971年（昭和46年）1月20日）は、昭和期の実業家、政治家。岡崎財閥の2代目総帥岡崎忠雄の長男。義父に大谷尊由。

## 来歴・人物
兵庫県出身。慶應義塾幼稚舎、慶應義塾普通部、慶應義塾大学予科を経て、慶應義塾大学経済学部を1932年（昭和7年）に卒業し鐘紡、岡崎汽船を経て、神戸海上運送火災保険に入社した。同社取締役を歴任して、昭和19年（1944年）3月、戦時経済・金融統制の下、横浜火災海上保険、共同火災海上保険、朝日海上火災保険（楽天損害保険との旧社名と同じだが無関係）と4社が合併して誕生した、同和火災海上保険の新社長に就任した。
戦後は、東京衡機製造所、日豊海運など岡崎家系列の企業の社長や、日本航空、日本テレビ、東洋パルプなどの取締役、1955年（昭和30年）から1964年（昭和39年）に掛けて神戸商工会議所会頭を務めたのに加え、日本商工会議所副会頭も歴任した。
また政界にも進出し、1950年（昭和25年）1月の第1回参議院議員補欠選挙で兵庫選挙区から初当選、以降1965年（昭和40年）まで3期務め、参議院大蔵委員長なども務めている。1971年（昭和46年）1月20日死去、64歳。死没日をもって勲二等旭日重光章追贈、正四位に叙されるに叙される。